# Bavinchove
Bavinchove é uma comuna francesa na região administrativa de Altos da França, no departamento do Norte. Estende-se por uma área de 8.31 km². Em 2010 a comuna tinha 991 habitantes (densidade: 119,3 hab./km²).